# Seychellovelia
Seychellovelia is een geslacht van wantsen uit de familie van de Mesoveliidae (Bladlopers). Het geslacht werd voor het eerst wetenschappelijk beschreven door Andersen & D. Polhemus in 2003.

## Soorten
Het genus is monotypisch en bevat alleen de volgende soort:

- Seychellovelia hygrobia Andersen & D. Polhemus, 2003